# Lodzica
Lodzica, płastuga polarna (Liopsetta glacialis) – gatunek morskiej ryby z rodziny flądrowatych (Pleuronectidae).

## Występowanie
Północno-wschodnia część Oceanu Atlantyckiego, północny Pacyfik i Ocean Arktyczny. Często wędruje w górę rzek.

## Charakterystyka
Samce mają łuski ktenoidalne, samice zaś cykloidalne.
Dorasta do 20 (maksymalnie 35) cm długości. 

## Odżywianie
Zjada głównie niewielkie mięczaki.

## Rozmnażanie
Trze się przeważnie w maju, zaś w Morzu Karskim w styczniu i lutym w temperaturze poniżej 0 °C.

## Znaczenie gospodarcze
Niewielkie, gdyż jest to ryba mała i występuje rzadko.